# 3383 Koyama
3383 Koyama è un asteroide della fascia principale. Scoperto nel 1951, presenta un'orbita caratterizzata da un semiasse maggiore pari a 2,5656529 UA e da un'eccentricità di 0,0468166, inclinata di 14,59470° rispetto all'eclittica.
L'asteroide 4498 Shinkoyama era stato inizialmente battezzato 4498 Koyama per poi essere corretto nella denominazione attuale per evitare omonimie con 3383 Koyama.
L'asteroide è dedicato all'astronoma giapponese Hisako Koyama.